# Castellet de Bernabé
El poblat ibèric del Castellet de Bernabé és un jaciment arqueològic que es troba a la localitat de Llíria, a la comarca del Camp de Túria, al País Valencià, i que pertany a la cultura ibèrica.
El poblat del Castellet de Bernabé, es considera un caseriu fortificat dedicat a l'explotació agropecuària, amb una superfície d'uns 1.000 m², va estar habitat entre el segle v aC i el III aC, coincidint el final de la seua ocupació, testificat per la presència de cendres en els estrats excavats, amb la consolidació del domini en el territori per part de la República Romana.
Assenyalat per primera vegada al 1945 per Enric Pla Ballester, el poblat ibèric del Castellet de Bernabé ocupa un turó poc prominent assentat als contraforts nord-occidentals de la serra Calderona, al paratge conegut com la Concòrdia, prop de l'encreuament de carreteres de Llíria i Casinos a les Alcubles (CV-339 km 15).

## Història de la investigació
Un primer sondeig a càrrec d'Helena Bonet va revelar al 1978 una cronologia del jaciment corresponent al període denominat ibèric ple i un ambient cultural decididament edetà. El pla d'excavacions sistemàtiques de les restes es va desenvolupar anualment a partir de 1984 sota el patrocini del Servei d'Investigació Prehistòrica de la Diputació Provincial de València, amb l'objectiu de completar l'excavació del recinte emmurallat la datació n'havia motivat els primers sondejos.
Un pla de consolidació i tancament va ser dut a terme al 1988 pel Ministeri de Cultura en col·laboració amb la Generalitat Valenciana, i al 1997 els terrenys, que eren de titularitat privada, van ser adquirits juntament amb els bancals circumdants per l'Ajuntament de Llíria. El pla de treballs al Castellet de Bernabé va culminar al 2004 amb una publicació interdisciplinària exhaustiva.

## Un poblat de carrer central

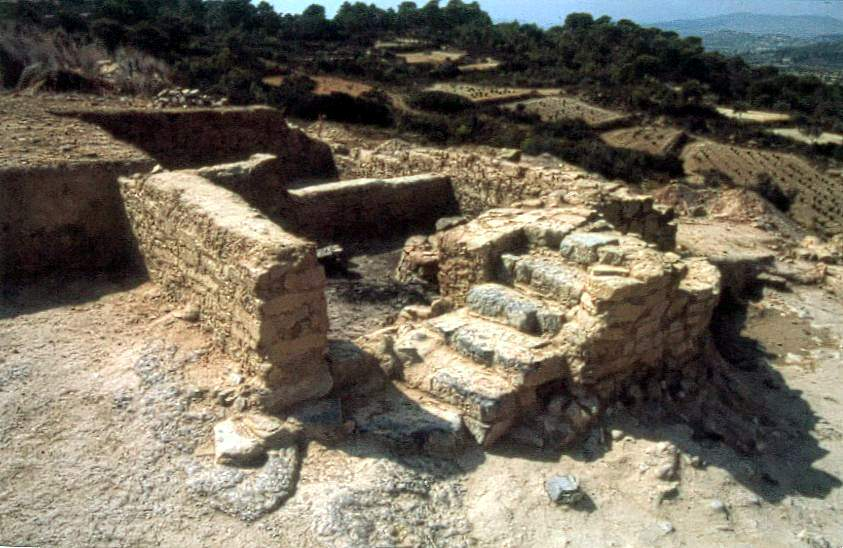
Casa ibera amb escales

Les excavacions sistemàtiques del jaciment arqueològic han descobert un poblat de carrer central, de planta pseudorectangular, amb uns 1.000 m² de superfície (uns 70 per 15 m), completament emmurallat. Un camí enllosat recorre el vessant occidental del turó fins a una porta principal de dos batents on s'aprecien testimonis de circulació de carros.
Intramurs, una plaça de planta triangular envoltada d'espais de serveis: trull (plànol, núm. 6), farga (12), graner (7), celler (8), distribueix la circulació cap als altres sectors de l'hàbitat: habitatges i rebosts distribuïts a banda i banda del carrer central així com una residència aristocràtica de 5 habitacions que ocupa el quadrant nord-est del recinte (1, 2, 5, 9 i 22) i que es comunica directament amb l'exterior per una segona porta de dos batents. La seqüència estratigràfica mostra una ocupació continuada del poblat des del moment de la construcció al segle v aC fins al seu abandó definitiu a finals del segle iii aC, sens dubte com a conseqüència indirecta del nou ordre polític derivat de la conquesta romana.

## L'arquitectura de terra

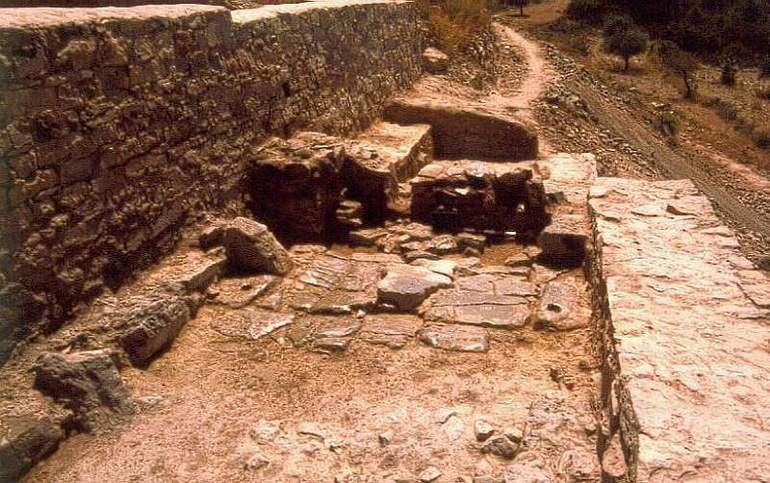
Porta d'accés al poblat del Castellet de Bernabé

L'excel·lent estat de conservació de les estructures i les comparacions etnogràfiques han permès descriure des d'aquest poblat les primeres pàgines de les tècniques constructives ibèriques: en destaca l'ús massiu de la tova sobre sòcols de maçoneria per a les parets, i de terrats de terra piconada per a les cobertes a imatge dels exemples que encara persisteixen a l'Alpujarra (Granada) o de forma més extensiva a l'Àfrica del Nord i a l'Orient Mitjà.
L'estudi acurat dels enderrocs que inclouen toves, bigues calcinades i trossos del terrat ha permès restituir tres models arquitectònics diferents al poblat, que són: la casa d'una sola planta amb accés directe des del carrer, i la casa de dues plantes, sovint un semisoterrani, al qual es baixa des del carrer, cobert per un entresol. La presència d'escales de maçoneria adossades a les façanes d'algunes plantes baixes confirma l'ús de primeres plantes.

## La cultura material
Els nombrosos materials abandonats pels habitants en el moment de l'última destrucció del poblat al segle iii aC revelen un horitzó cultural corresponent al denominat ibèric ple edetà, semblant al dels poblats de Sant Miquel de Llíria o Puntal dels Llops d'Olocau. Les ceràmiques, extremadament abundants, inclouen tota la col·lecció de formes, decoracions i funcionalitats amb sèries ibèriques pintades amb motius tant geomètrics com vegetals o narratius, olles de cuina amb petjades d'ús i vasos d'emmagatzematge incloent gerres i àmfores.
Les excavacions van proporcionar igualment objectes metàl·lics, principalment de ferro, entre els quals destaquen les eines, sens dubte destinades a treballar el terreny de secà que circumda el jaciment. Un grapat d'importacions àtiques i itàliques, alguna d'elles veritablement venerable donada la seua antiga cronologia, complien funcions litúrgiques en relació amb els cultes domèstics.
Finalment, però no menys important, la col·lecció de troballes inclou interessants testimonis d'escriptura ibèrica sobre ceràmica, amb un alfabet pintat a la vora d'una gerra i un arxiu de plom trobat al terra d'un dels graners (plànol, núm. 32). No és la primera vegada que el lloc de la molta del gra s'associa a una troballa epigràfica, el plom escrit de la Bastida de Les Alcusses (Moixent), reconegut com un arxiu de comptes, es trobava ocult sota les pedres d'un molí, cosa que deixa sospitar que l'autor n'era qui molia gra allà.

Troballes
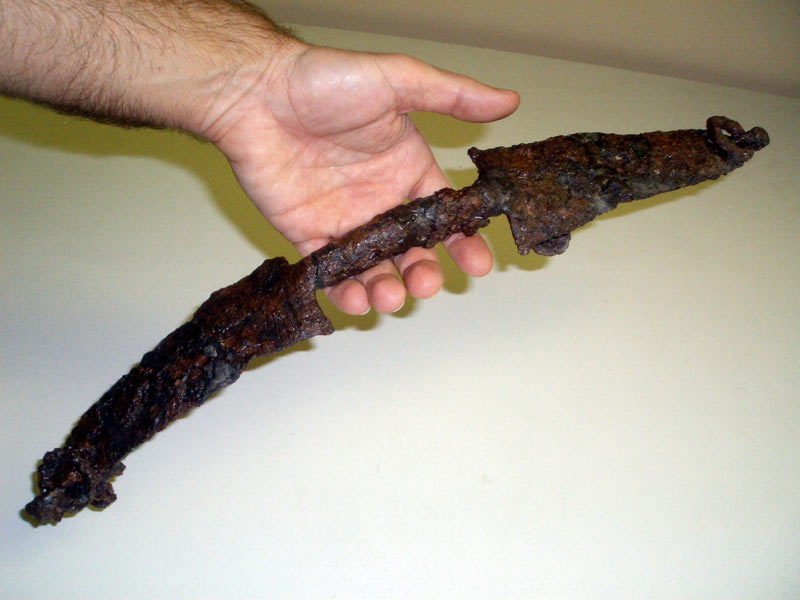
Empunyadura de caetra
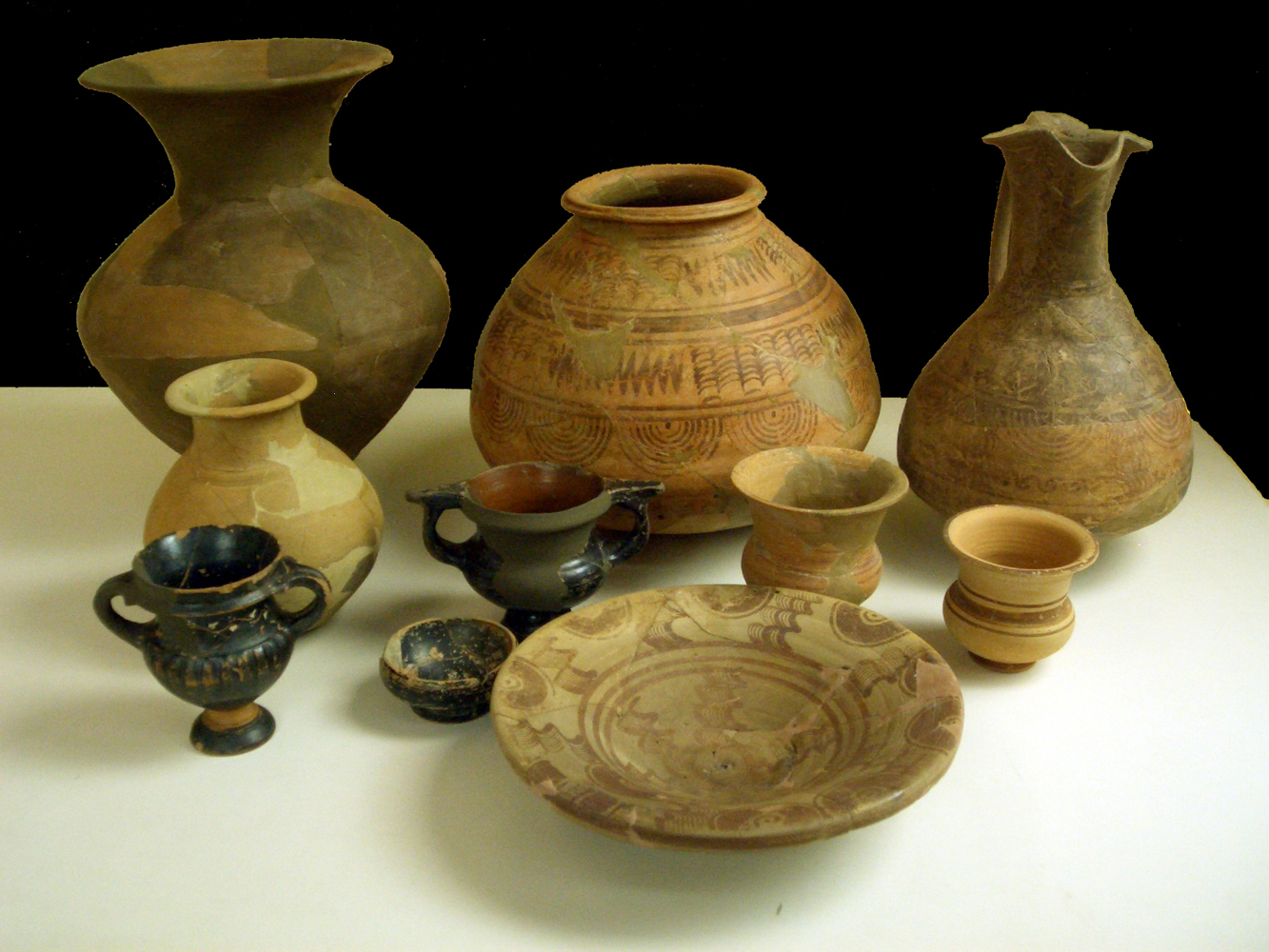
Vaixella domèstica
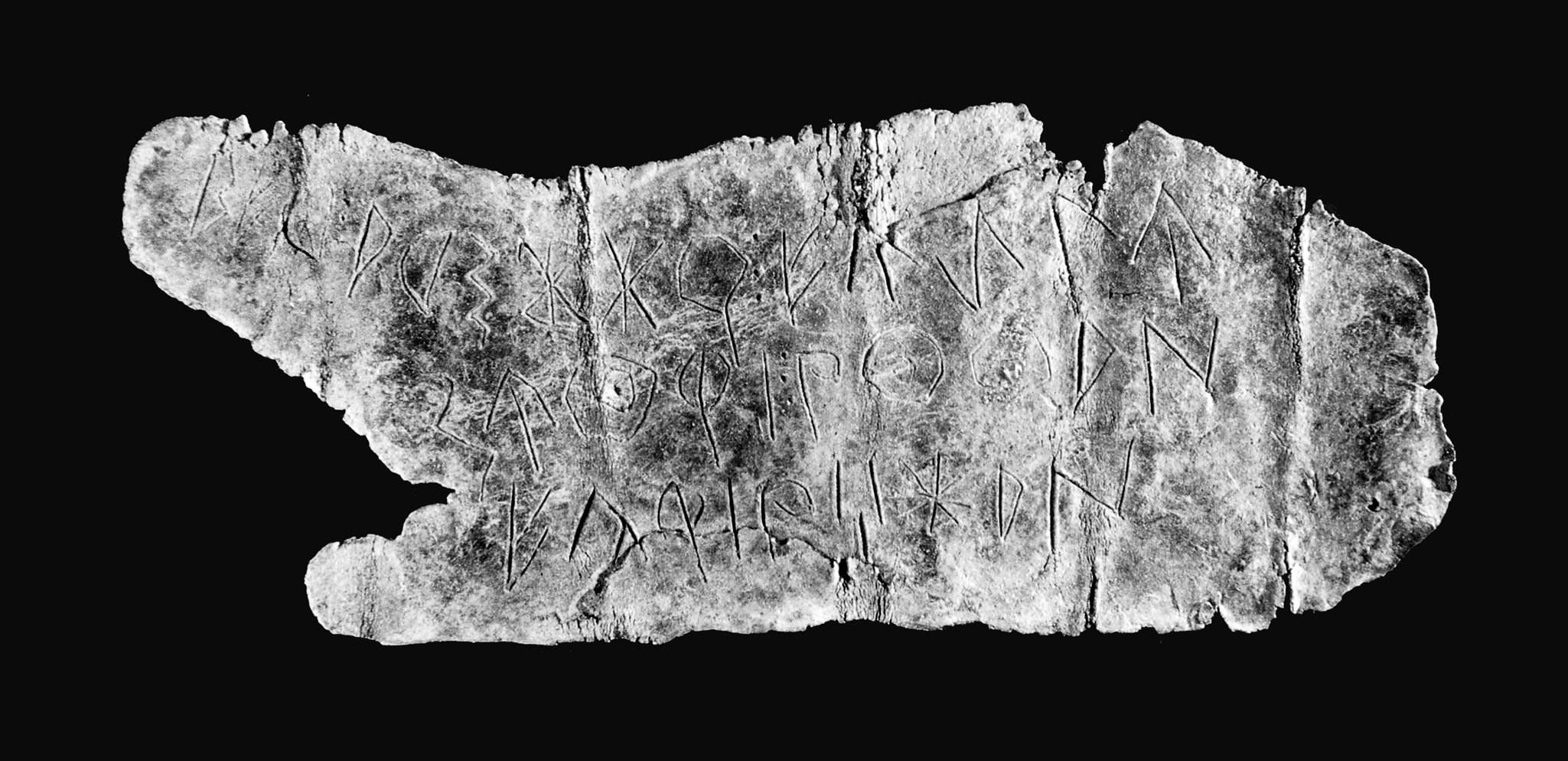
Plom escrit
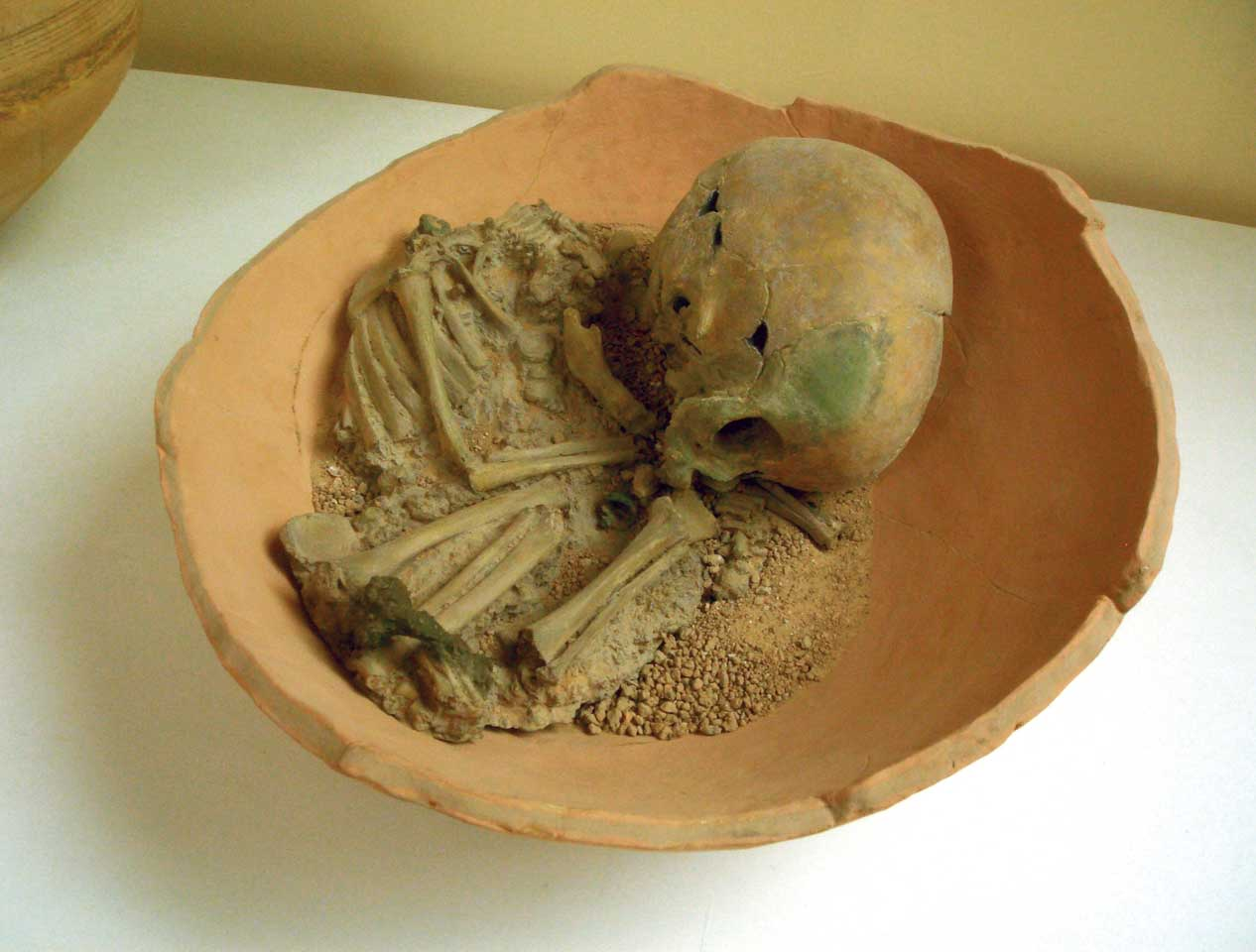
Enterrament infantil

## Una societat complexa

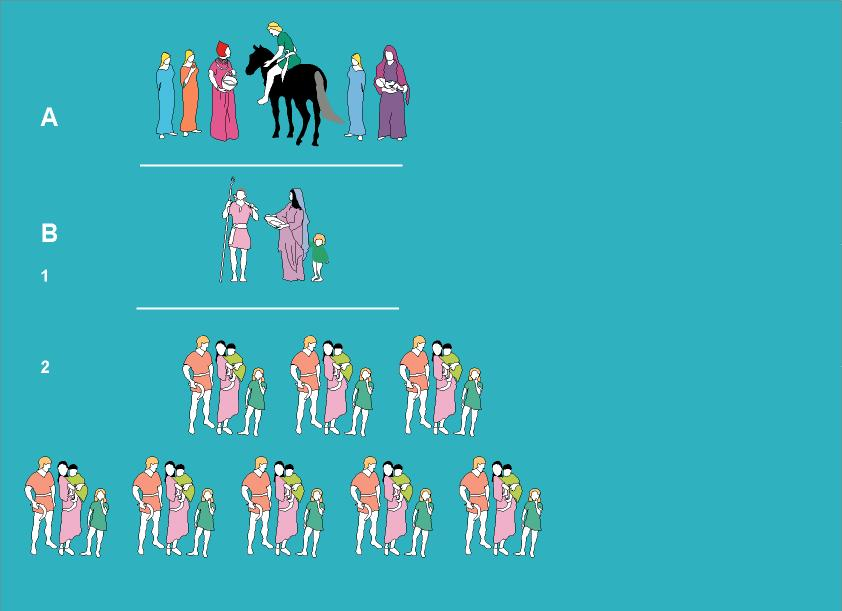
Representació de la jerarquia social existent al poblat de Castellet de Bernabé

El Castellet de Bernabé revela igualment l'existència d'una societat ibèrica marcada per profundes desigualtats socioeconòmiques basades en les relacions de clientela i de gènere. Una família extensa aristocràtica propietària de les estructures (A) destaca sobre les famílies nuclears compostes per una desena de clients (B2) dedicats al treball agrícola i ramader de l'entorn, segurament sota les ordres d'un capatàs (B1).
Les troballes testifiquen un protagonisme femení massiu dins del poblat. Entre les activitats, la tèxtil apareix de manera sistemàtica en els espais aristocràtics, confirmant que constituïa per a les seues dones una ocupació emblemàtica, simètrica al maneig de les armes per als homes. Això queda palès en la famosa escultura de la filadora i el llancer, procedent de l'Albufereta d'Alacant. Inversament, la comunitat masculina no ha deixat petjades explícites dins del poblat i encara suposant que gran part de les seues jornades transcorrien als camps, es pot sospitar que els homes de la classe dominant es trobaven ocupats en el ventall d'activitats lúdiques, cinegètiques o guerreres que coneixem per les figures de les ceràmiques pintades de Llíria.
Les comunitats camperoles que proveïen a la classe dominant habitava en petits llogarets propers situats en llocs que afavoriren la realització de les activitats agrícoles, com ara La Torre Seca (Casinos).
Aquest repartiment de papers sembla atorgar la responsabilitat de la gestió de la finca no a l'aristòcrata terratinent, sinó a la seua esposa. La literatura en general i la mitologia en particular confirmen aquest guió d'esposa teixidora i gestora dels béns propietat d'un espòs absentista lliurat a la glòria de les armes.
La remoció dels sòls del poblat durant la campanya de consolidació ha revelat més de 20 tombes infantils disposades a les cantonades d'alguns departaments. L'edat de les criatures deixa sospitar l'existència de ritus de pas a la primera etapa de la vida. Com que les troballes de més edat no sobrepassen els 6 mesos, suposem que a partir d'aquesta edat ja compartien el mateix espai funerari dels adults: reflecteix una plena integració en la societat; el tractament atorgat als nounats permet suposar que ni tan sols eren considerats com a éssers humans.
Les investigacions d'arqueologia espacial dels anys 1980 van identificar el Castellet de Bernabé com un "caseriu" en funció de la seua ubicació, les seues estructures i la seua grandària, i l'integraren en el context geopolític del territori d'Edeta (Tossal de Sant Miquel), compartint destí fins al final del període ibèric ple cap a l'any 200 aC.

## La base de la subsistència

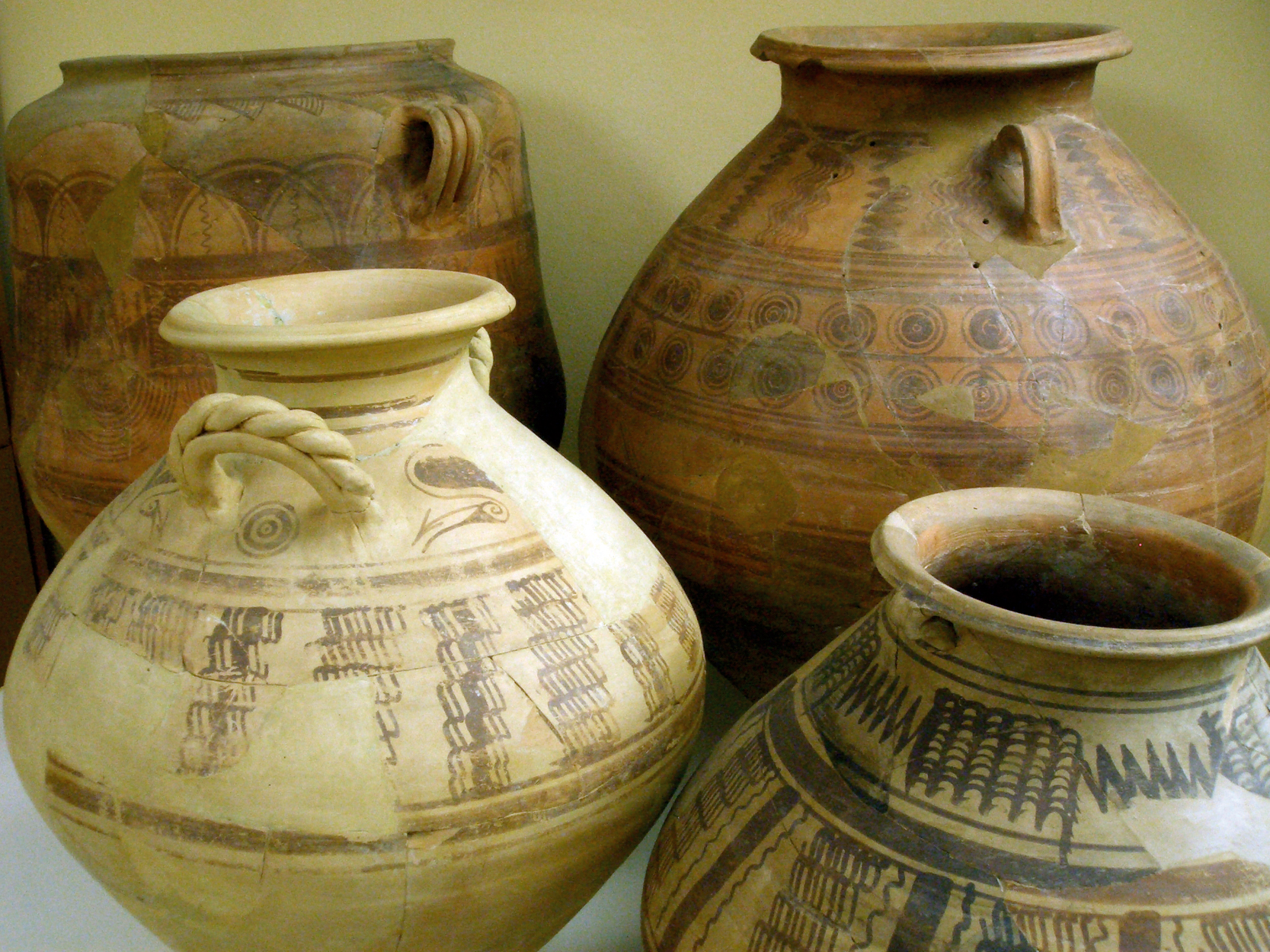
Gerres ibèriques del Castellet de Bernabé

Pa, vi i oli constituïen la base de la producció agrícola. Aquests detalls es coneixen perquè l'incendi que va posar punt final a l'ocupació humana del poblat va cremar nombroses restes vegetals que s'han conservat carbonitzades fins als nostres dies. Llavors d'ordi, pinyols d'olives, llavors de raïm, de figues, de pomes o aglans en testifiquen les principals espècies cultivades i recol·lectades.
Les acumulacions de llavors en determinats espais delaten àrees d'activitat relacionades amb l'elaboració de vi o la molta de farina. El departament núm. 21, per exemple, sense més troballes que un sòl cobert de llavors de raïm, podria haver estat un celler. Les restes de fauna recuperades al carrer i les escombraries testifiquen una cabana de cabres, ovelles, porcs i una mica de ramat boví, completat eventualment amb el cérvol procedent de l'activitat cinegètica. És significatiu que el cavall i el gos, exaltats en les escenes figurades de la ceràmica ibèrica pintada com a animals de munta o de companyia, amb prou feines han proporcionat restes, ja que no eren objecte de consum.
La col·lecció de ceràmiques trobades en les excavacions inclou grans artefactes cilíndrics, que les comparacions etnogràfiques identifiquen com ruscs i que permeten considerar l'apicultura com una de les principals activitats de recol·lecció dels pobladors.

## Un final dramàtic

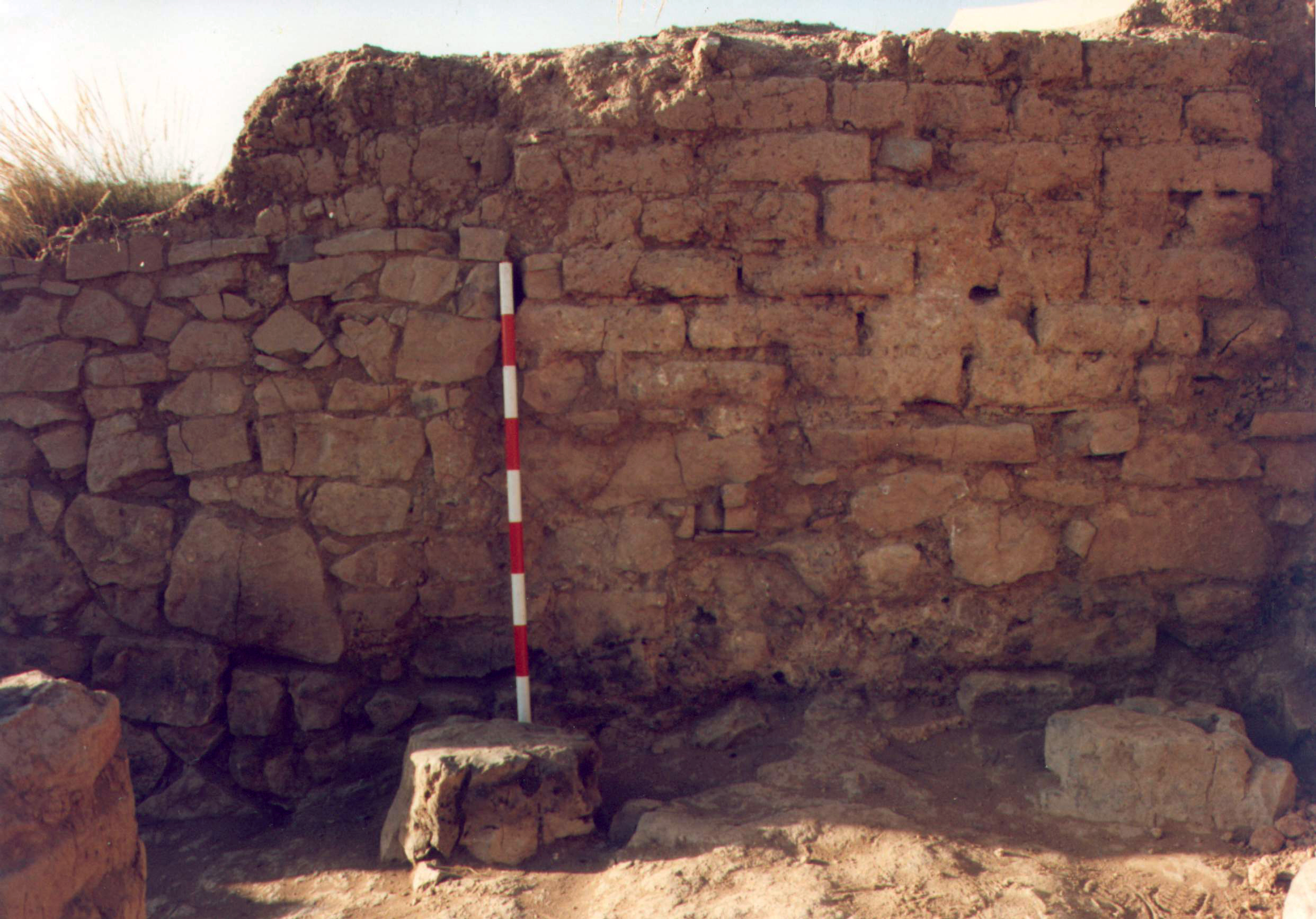
Un mur de toves endurides per l'incendi sofert pel poblat

L'incendi final del poblat, que resta testificat per la presència de potents capes de runes i cendres plenes de materials arqueològics, descriu tota la cruesa d'una destrucció violenta, un saqueig sistemàtic i una defensa atrinxerada darrere la porta principal tapiada, on van ser trobades restes d'armament. Pel que sembla, l'existència de dues portes d'accés al poblat va ser la circumstància que va debilitar considerablement les possibilitats de la seua defensa. Els habitants esperaven un atac (el segon en poc de temps) i van construir un mur de maçoneria a la rampa d'accés davant de la porta principal. De fet, les troballes arqueològiques del sector de l'entrada revelen testimonis de la defensa: una empunyadura de caetra (escut rodó dels ibers).
Al vessant oposat del poblat, l'incendi del porxo de la segona entrada queda testificat per un enorme rastre de foc en sòl i parets. És fàcil imaginar que mentre uns combatien davant la primera porta, altres van provocar-ne un incendi a la segona, que es va estendre per tot el poblat. Les troballes d'àmfores i gerres trencades a la plaça central, fora dels rebosts, revelen amb gran realisme un saqueig en tota regla. No es pot ser gaire optimista respecte al destí dels habitants del poblat del Castellet de Bernabé, ja que ningú va tornar a reconstruir el poblat, el mur defensiu que impedia la circulació de carros cap a l'interior del recinte no va ser desmantellat. Fins i tot s'ha constatat que els enderrocs van ser visitats a la recerca de materials recuperables com algunes de les valuoses bigues de pi: al lloc van ser trobats amuntegats els grans claus torts que en fixaven la carcassa.

## Un projecte de posada en valor

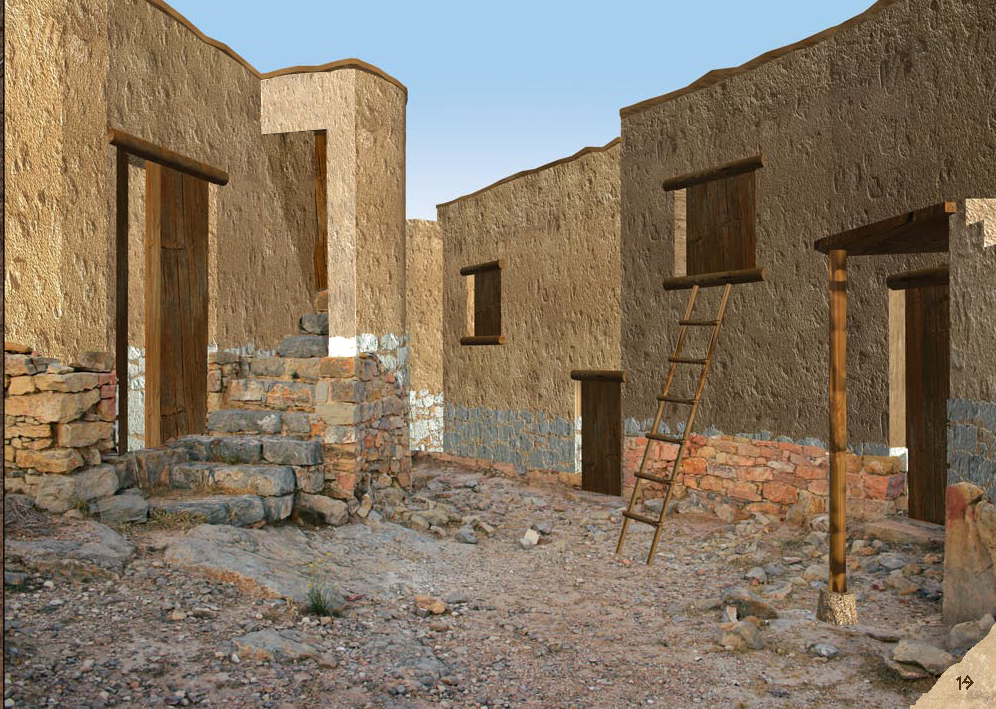
Reconstrucció del sector nord (guia didàctica)

Després de la publicació exhaustiva de les troballes, un equip interdisciplinari de professionals de la recerca i la divulgació coordinat des de la Conselleria de Cultura de València, s'ha fixat l'objectiu de posar a l'abast del públic els resultats més importants dels 15 anys de recerca científica al poblat ibèric. Aquesta tasca s'escomet des de diferents fronts de transmissió del coneixement, ja siga per mitjà de reconstruccions virtuals (guia pedagògica), de propostes ludicoeducatives (visites actives), o fins i tot de simples equipaments de visita (sender de petit recorregut des de Bodegues de la Casa de Camp fins al Castellet de Bernabé).